# نورمان دانيلز
نورمان دانيلز (بالإنجليزية: Norm Daniels)‏ هو لاعب كرة قدم أمريكية أمريكي، ولد في 25 مارس 1907 في ديترويت في الولايات المتحدة، وتوفي في 11 مايو 2009.